# 3C 48
شبه نجم 3سي 48 أو النجم الزائف 3سي 48 (بالإنجليزية: 3C 48) هو أول نجم زائف يكتشف. تم أكتشافه من العالمين الفلكيين ألان سانداج وتوماس ماثيوز في عام 1960 واعتقدا في البدء أنهما قد اكتشفا نجما جديدا. وبعد قيامهما بتحليل طيفة اتضح أن انزياحه الأحمر يبلغ 17 % مما يدل على أن الجرم السماوي الذي اكتشفة يبعد عنا نحو 3 مليارات سنة ضوئية. سمي هذا الجرم بعد ذلك نجم زائف
سجل هذا المصدر 3C48 في «سجل كامبريدج الثالث لمصادر الأشعة الراديوية» ثم اكتشفه «ضوئيا» «ألان سانداج» و «توماس ماثيوز» في عام 1960 .
قام «يس جرينشتاين» و «توماس ماسيوز» بتعيين الانزياح الأحمر لطيفه ووجداه 367و0 مما جعله آنذاك أشد الأجرام المعروفة أنزياحا نحو الأحمر.
ولم تكتشف السحابة السديمية حوله إلا في عام 1982، واتضح أيضا أنها لها نفس الانزياح الأحمر لطيفها مثلما للجرم 3C48 ، مما أكد أن الجرم المكتشف ليس نجما وإنما أحد الأجرام في مجرة بعيدة.
فكان في نفس الوقت أول أول نجم زائف تحيطه مجرة لها نفس انزياحه الأحمر.

## خصائصه
- مطلع مستقيم = 01سا 37د 41.1ث[7]
- ميل (فلك) = +33° 09′ 32″[7]
- الكوكبة = المثلث
- إنزياح أحمر z= 110,024 ± 0 km/s[7]
= 0.367[7]
- تصنيف = E[8]
- المسافة = 3.9 مليار سنة ضوئيةs
(رحلة قدوم الضوء)
- البعد عنا:[7]
4.5 مليار سنة ضوئية
(بعده الحالي عنا)[7]
- قدر ظاهري = 16.2
- إتساع = 0.6´في 0.5´دقيقة قوسية
- ملاحظات = أول نجم زائف يُكتشف
- أسماؤه الأخرى = PG 0134+329, نجم زائف B0134+329

## اقرأ أيضا
- ULAS J1120+0641 نجم زائف
- 3سي 273 (شبه نجم)
- نجم زائف متوهج
- نجم زائف
- مسح سلووان الرقمي للسماء
- مستعر أعظم
- مجرة
- درب التبانة
- قائمة أبعد أجرام الكون عنا

## وصلات خارجية
- Black Holes: Gravity's Relentless Pull Award-winning interactive multimedia Web site about the physics and astronomy of black holes from the Space Telescope Science Institute
- 3C 273, ألمع الكويزرات
- 3C 273: Variable Star Of The Season
- NASA Goddard Space Flight Center: News of light that may be from population III stars
- QSO Redshift Histograms for Incremental Apparent Magnitude Samples
- SDSS